# 巢

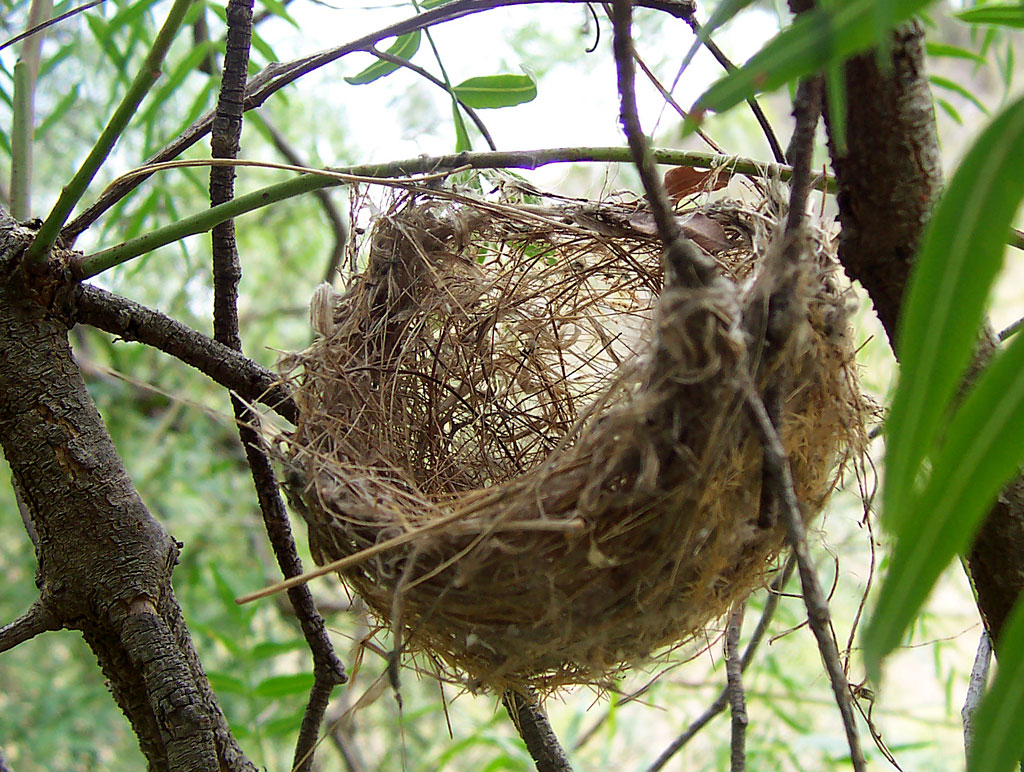
一個竹籃狀的巢

巢是動物居住的地方，通常以地洞、樹洞、泥土、岩石或建築物之掩蔽為巢；或以有機物質如小樹枝、草、葉和唾液構成，隨人類物質利用產生的材料也在利用的範圍之內，如繩線、塑膠、布料、紡織品和紙張等。
通常不同的物種有著不同形式的巢，並且可以在各種不同的棲息地裡找到其蹤影。
大自然裡以鳥類所築的巢最為常見，但哺乳類動物、魚類、昆蟲類和爬行動物亦會建造巢。
一般的巢通常會有四層，分別為支撐用的附件、外部裝飾、建構層和內層。
部分鳥類會將巢建在樹上，部分（如禿鷲、鷹和很多海鳥，像三趾鷗等）則會將其巢建築在岩礁上，有的鳥類則會將巢建在地上或地洞裡。

## 巢的風格
以下例舉八種互斥的築巢風格：
- 高處
  - 杯狀巢（cup nest）
  - 圓頂狀巢（dome）
  - 圓頂與管狀巢（dome and tube）
  - 盤狀巢（plate）
- 地上
  - 堆狀巢（bed）
  - 攢積而成的巢（scrape）
  - 丘狀巢（mound）
- 地下
  - 地洞巢（burrow）

## 巢的展影

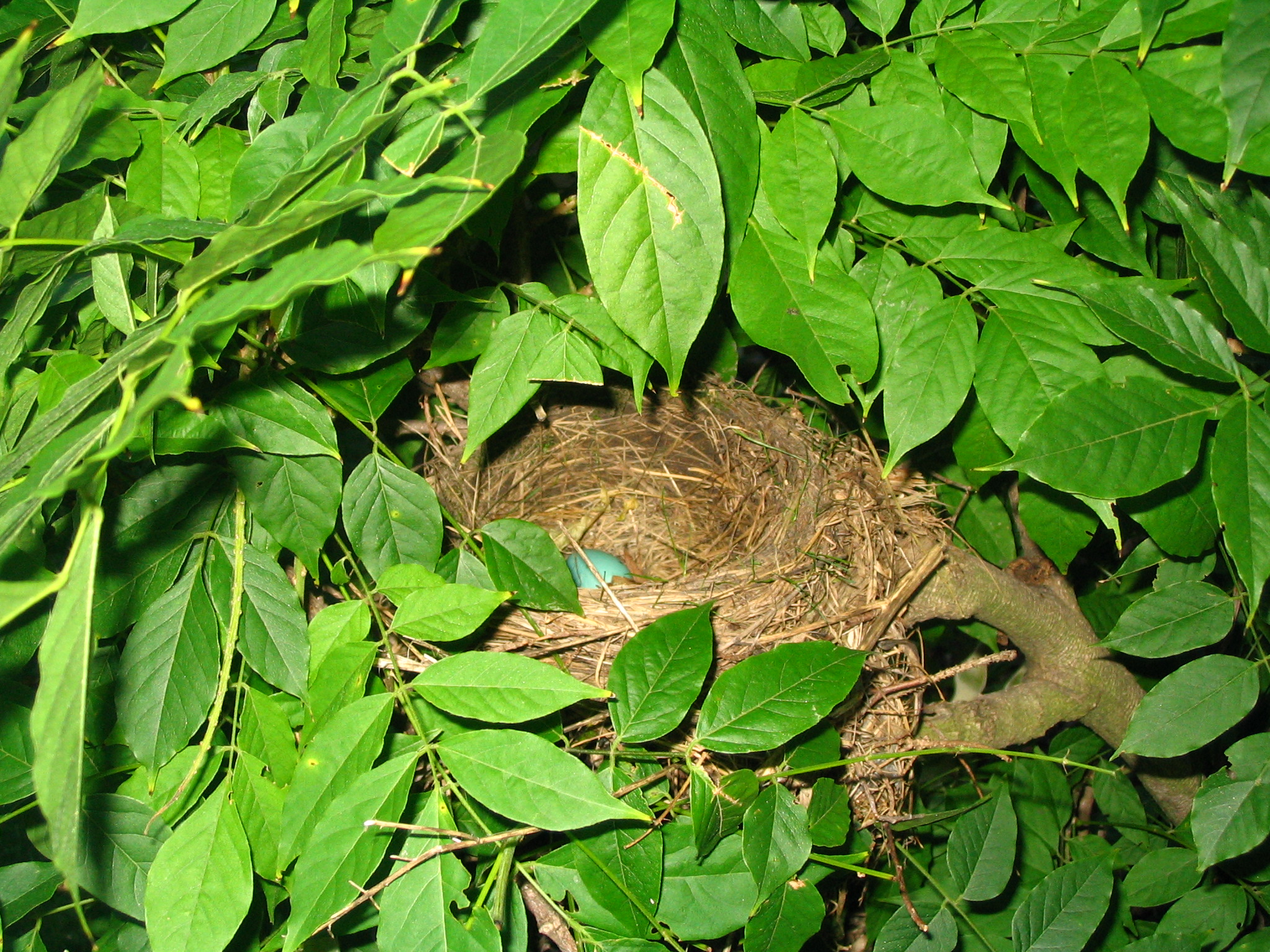
一隻置於巢裡的美洲知更鳥的鳥蛋。
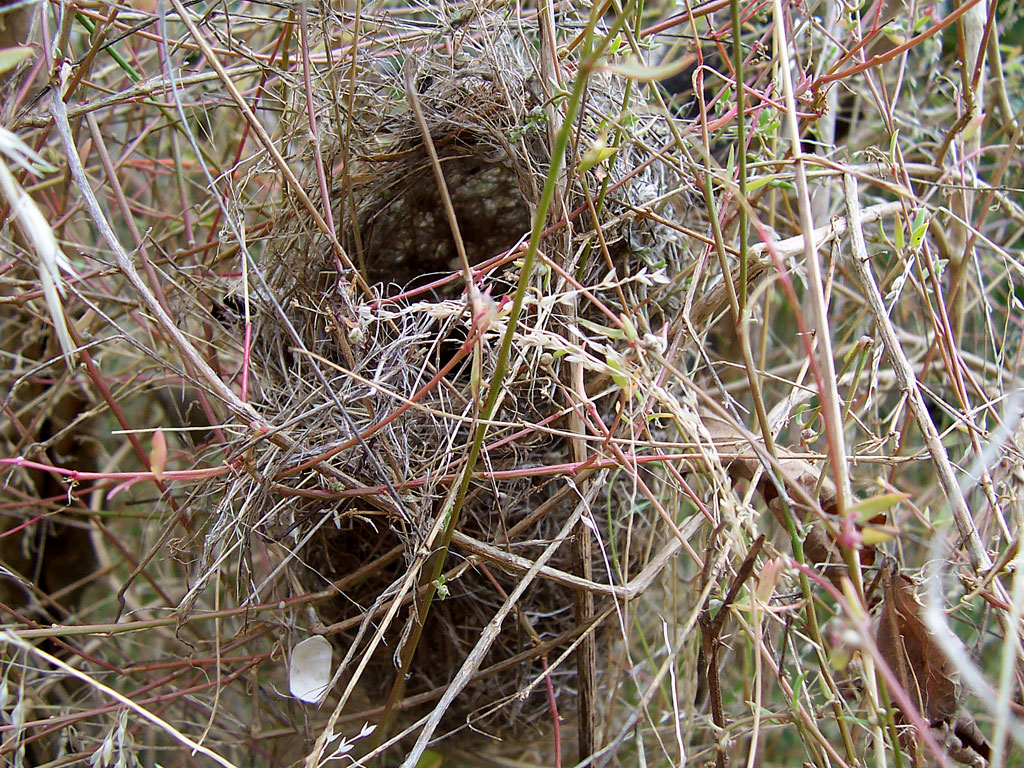
處於草叢裡的巢
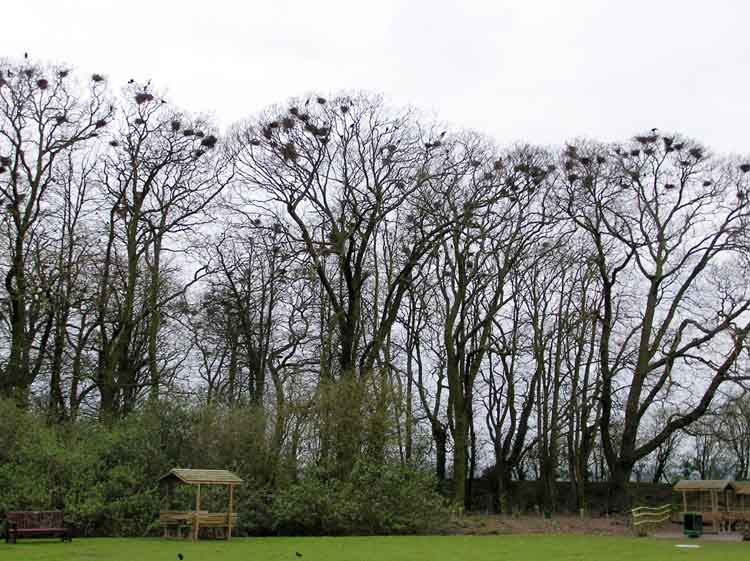
烏鴉巢
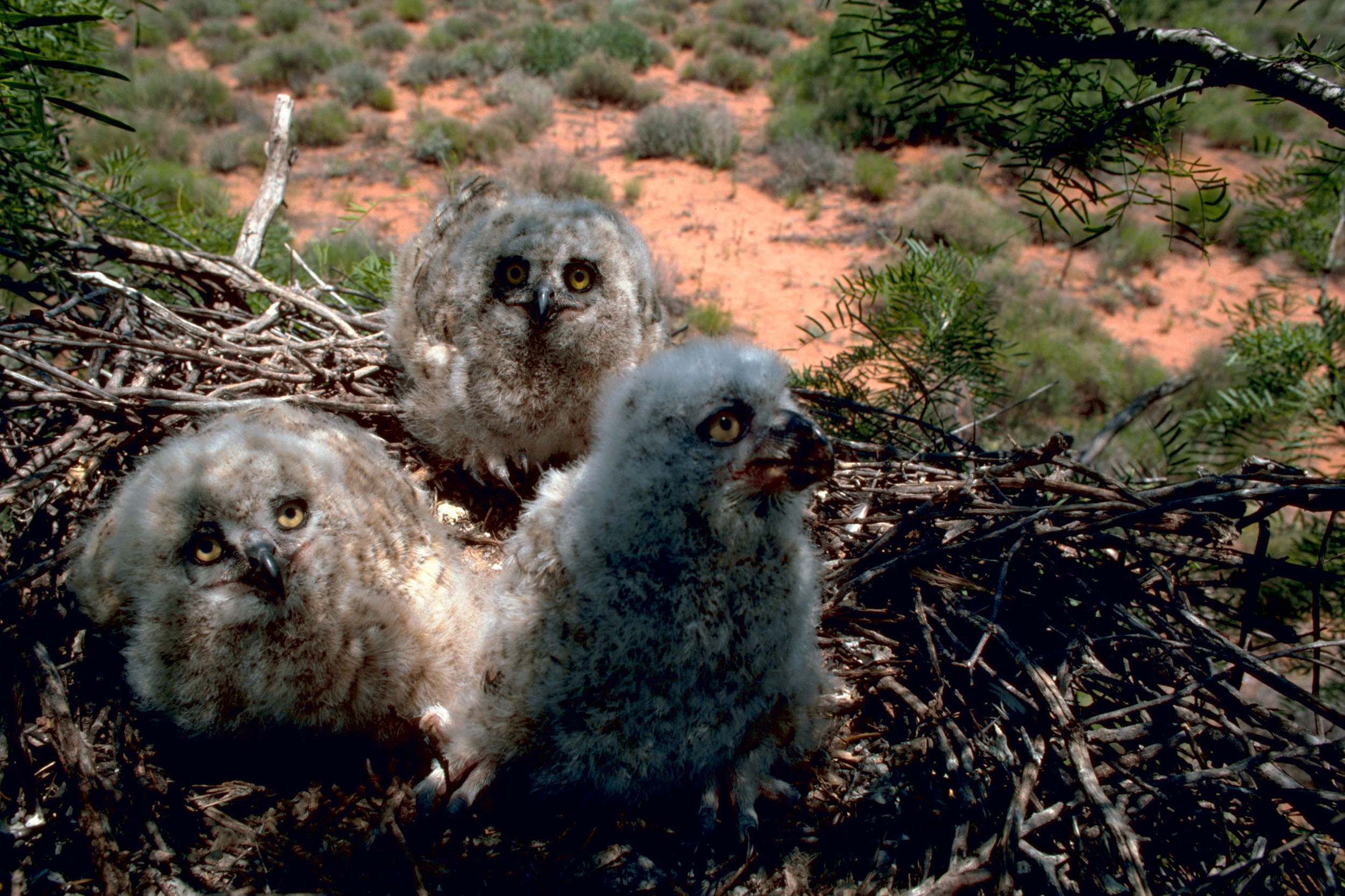
三隻大角鴞的雛鳥在其巢裡。
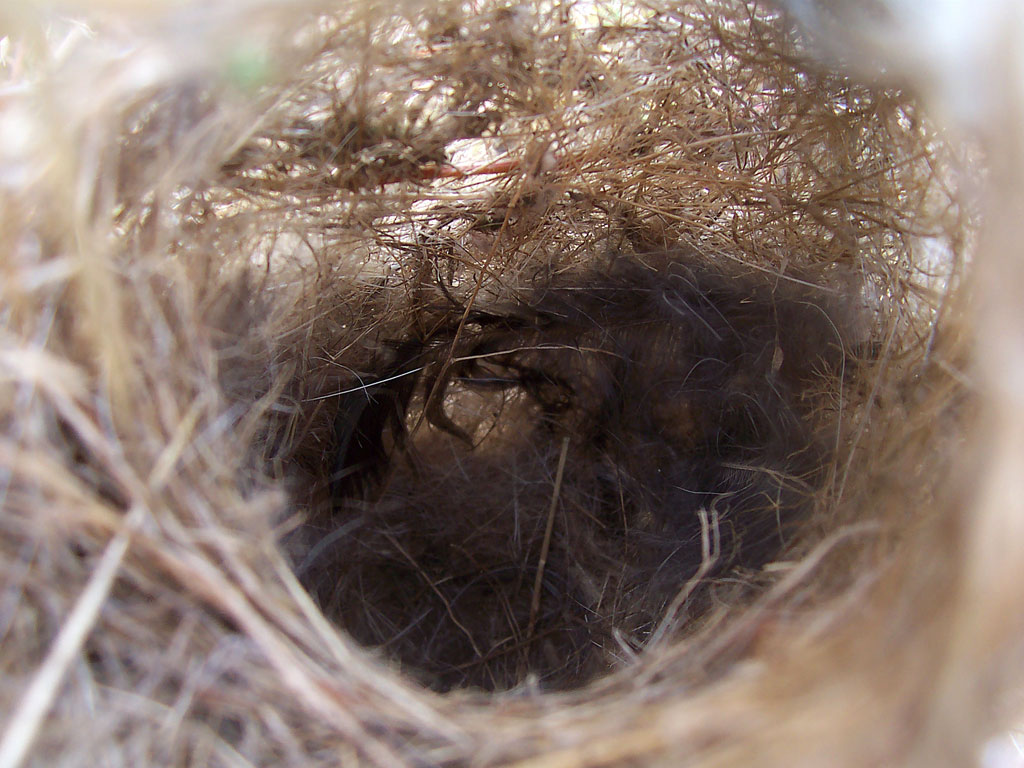
鳥巢的內觀
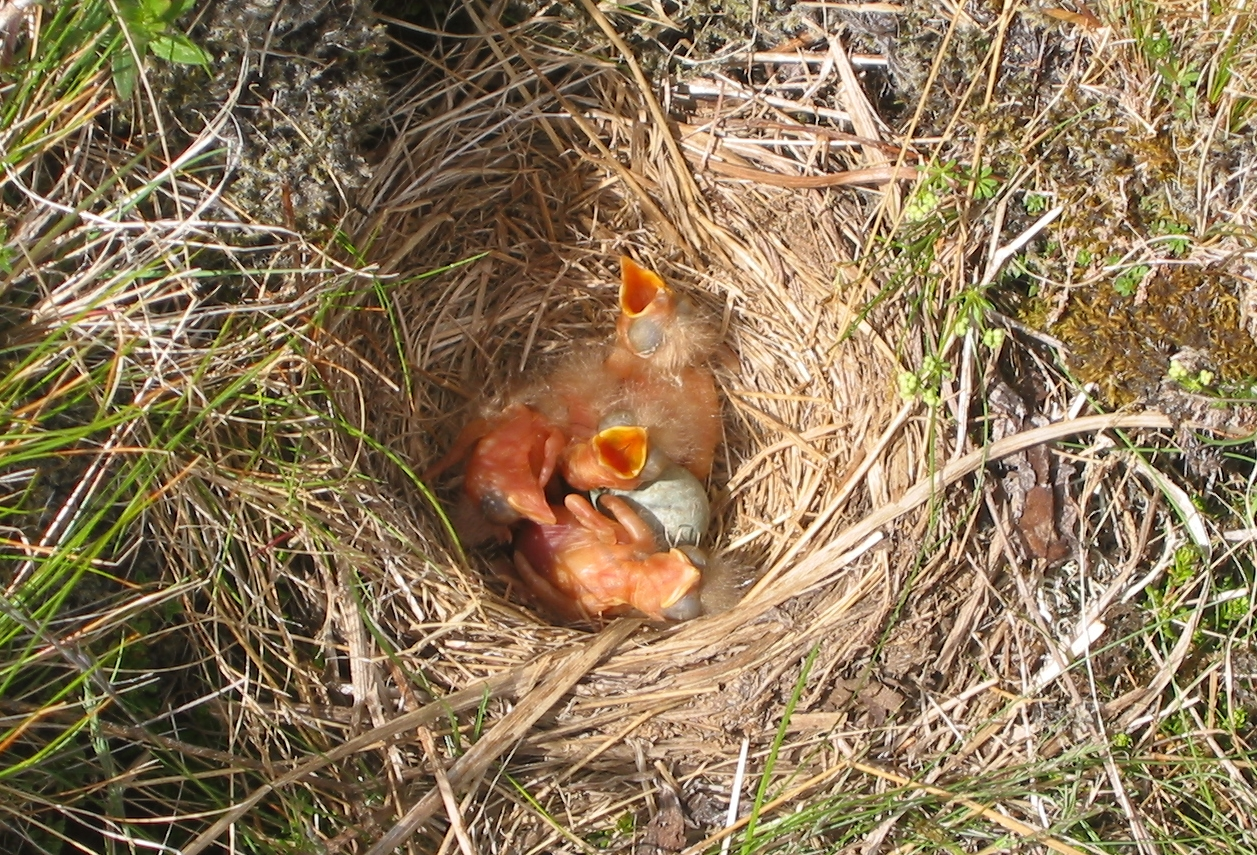
紅翼鶇在地上所築的巢。
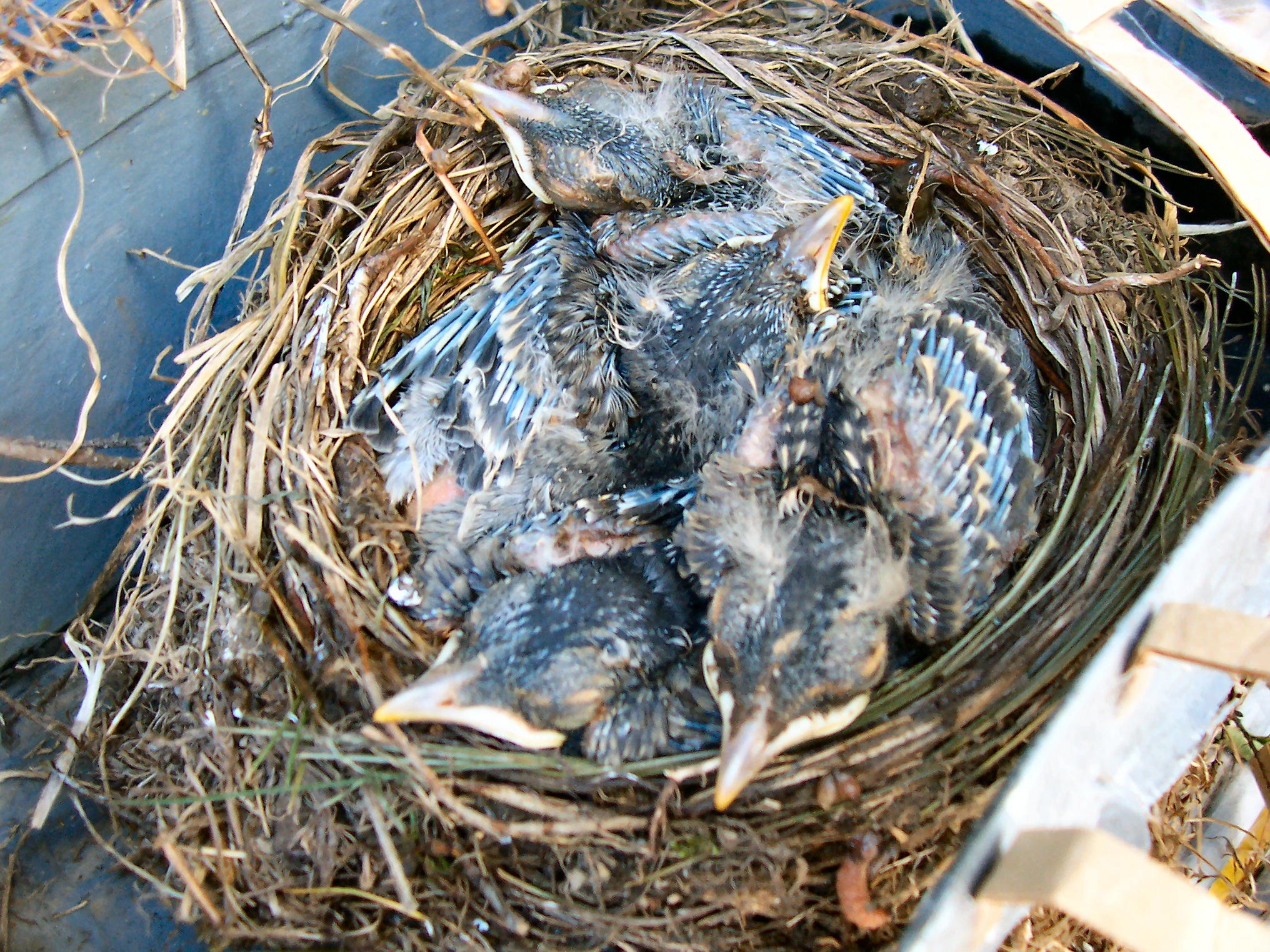
巢裡的雛鳥
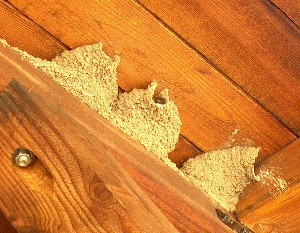
燕子所築的泥巢。
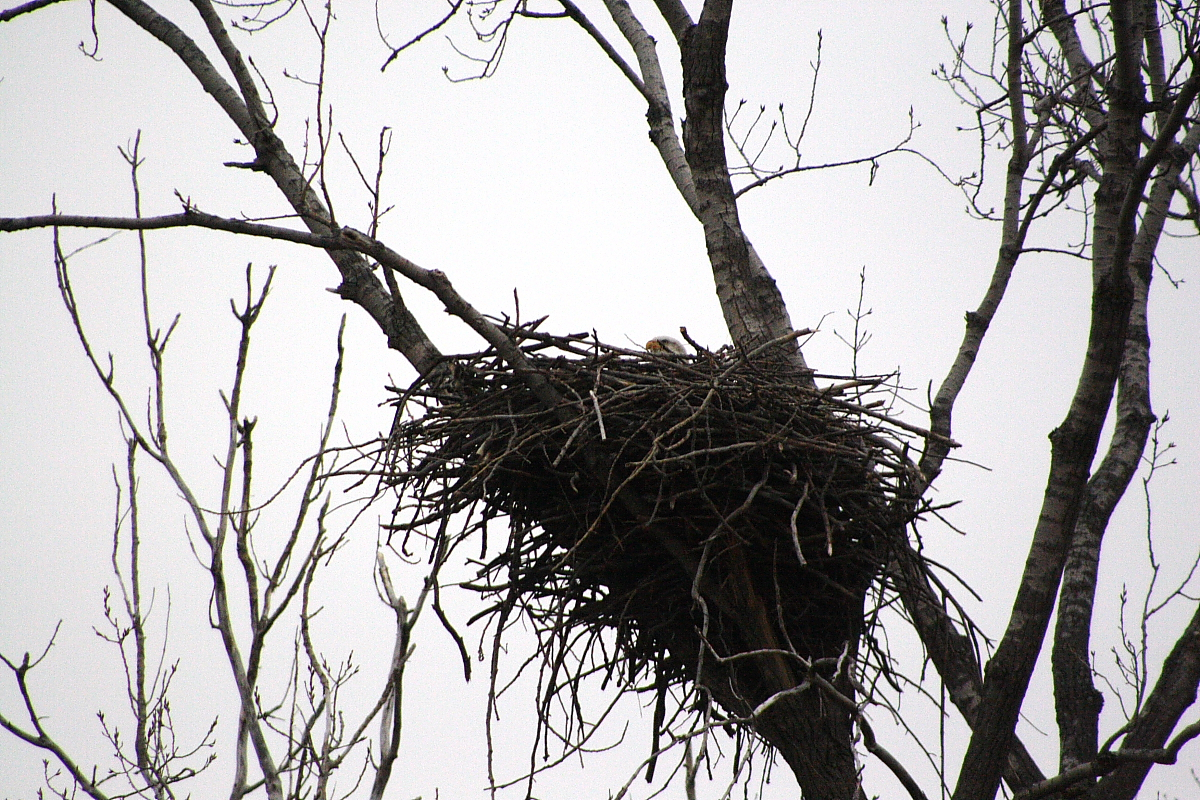
雌性白頭海鵰與其所誕下的蛋共處在巢裡的情景
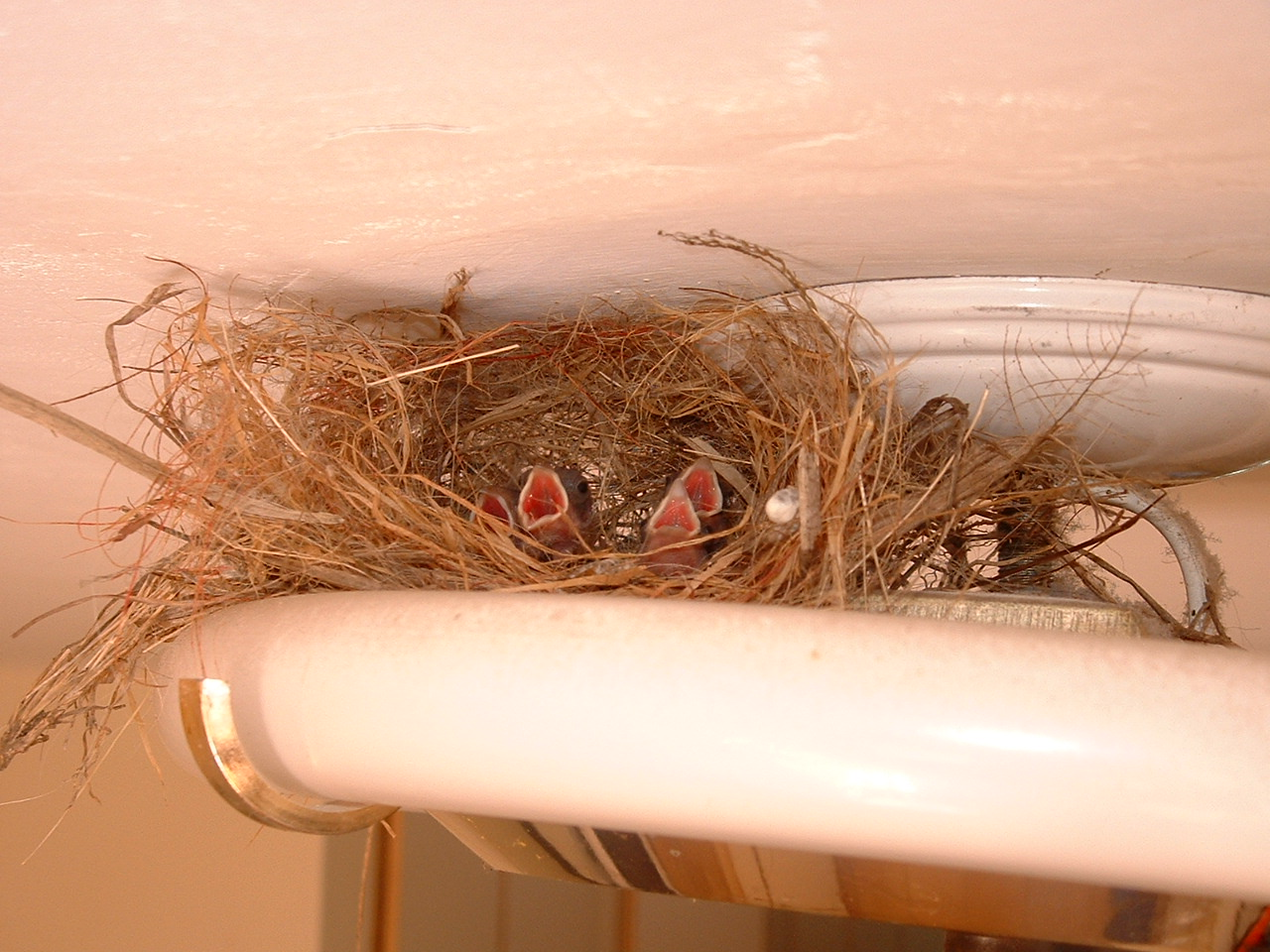
在吊燈上的巢。
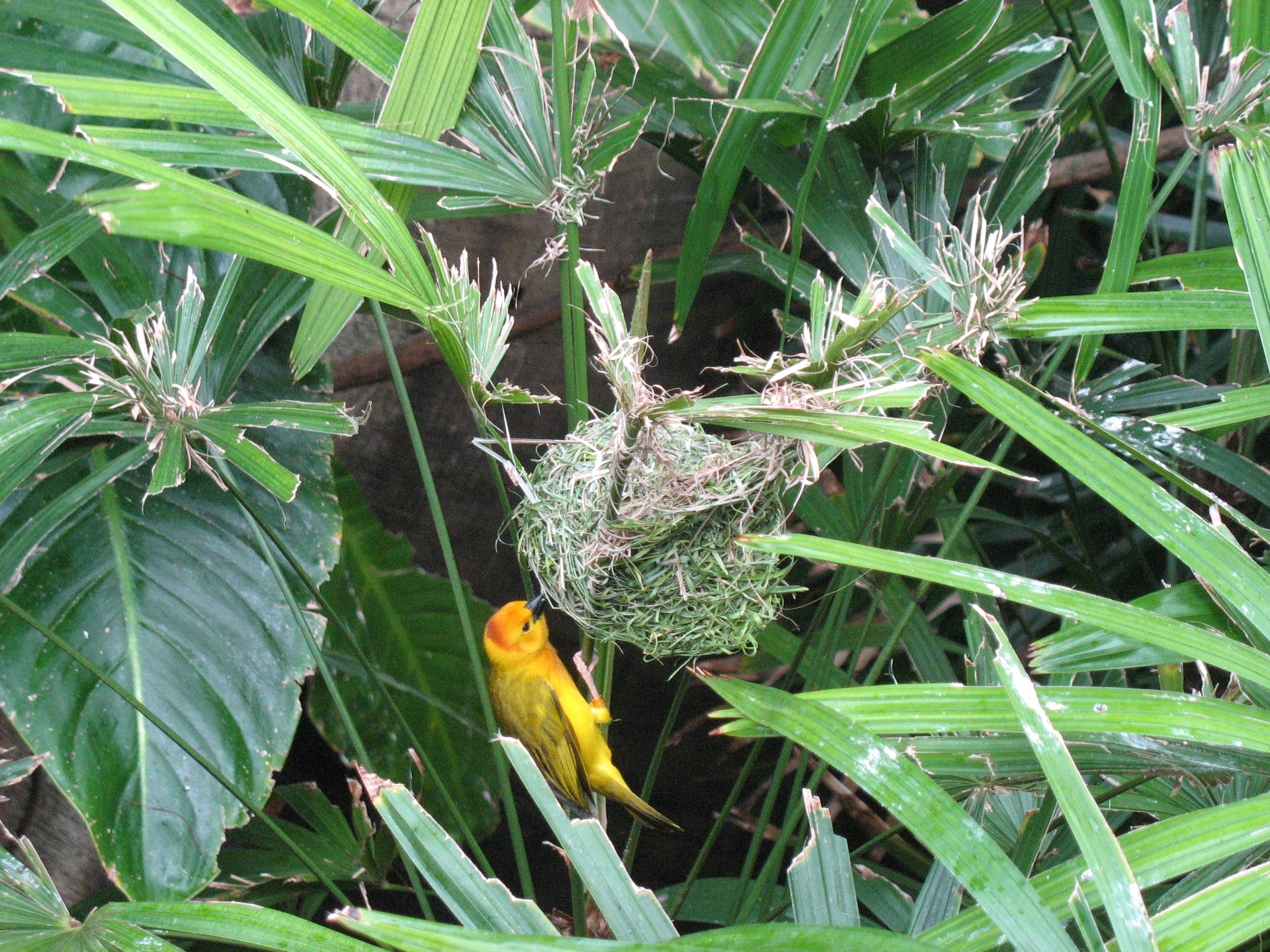
一隻鳥兒正在築籃狀的巢。